# Bátaapáti
Bátaapáti est un village et une commune du comitat de Tolna en Hongrie.
Elle compte 355 habitants en janvier 2023.